# Francisco Rodriguez (voetballer)
Francisco Rodriguez (8 februari 1995) is een Zwitsers-Chileens voetballer die bij voorkeur als middenvelder speelt. Hij tekende in juli 2015 een contract tot medio 2018 bij VfL Wolfsburg, dat hem voor een niet bekendgemaakt bedrag overnam van FC Zürich. Rodriguez is een jongere broer van voetballer Ricardo Rodríguez.

## Clubcarrière
Rodriguez is afkomstig uit de jeugdopleiding van FC Zürich. Op 20 juli 2014 maakte hij hiervoor zijn debuut in de Super League, tijdens een derby tegen Grasshopper Club Zürich. Een week later maakte hij zijn eerste competitiedoelpunt voor FC Zürich, uit bij FC Vaduz. Rodriguez speelde in zijn eerste jaar 28 competitiewedstrijden voor Zürich, waarmee hij dat seizoen derde werd in de Raiffeisen Super League.
Rodriguez tekende in juli 2015 een contract tot medio 2018 bij VfL Wolfsburg, de nummer twee van de Bundesliga in het voorgaande seizoen. Dat nam hem voor een niet bekendgemaakt bedrag over. Bij Wolfsburg kwam hij in één selectie terecht met zijn oudere broer Ricardo, die in 2012 exact dezelfde transfer maakte. Op 19 december 2015 maakte Rodriguez zijn debuut in de competitie in de met 3–1 verloren uitwedstrijd tegen VfB Stuttgart.